# Свети Димитър (Виногради)
Вижте пояснителната страница за други значения на Свети Димитър.
„Свети Димитър“ е българска възрожденска църква в светиврачкото село Виногради (Манджово), част от Неврокопската епархия на Българската православна църква. Обявена е за паметник на културата.

## Архитектура
Храмът е издигнат в края на XVIII – началото на XIX век. В архитектурно отношение представлява каменна трикорабна базилика със слабо изразена апсида на изток и пристроен навес на запад. Входовете са два – от запад и от юг. Прозорците са в засводени правоъгълни ниши. В XX век храмът е обновен.

## Интериор
Трите кораба във вътрешността са разделени с две редици по три дървени стълба. Таваните са дъсчени, а на този над централния кораб е изписан „Христос Вседържител“ в медальон. Над колонадата има остатъци от стенописи с растителни мотиви.
Иконостасът е частично резбован по венчилката и царските двери и е изписан. На цокълните табла са изрисувани вази с букети. Някои от царските икони са от XVIII век – „Свети Антоний“, „Света Параскева“, „Света Неделя“, „Свети Димитър“, „Света Богородица“, „Свети Йоан Предтеча“, „Свети Архангел Михаил“. „Исус Христос“ от 1860 година е дело на Яков Николай, а „Свети Никола“ от 1862 година – на Лазар Аргиров. Владишкият трон е с украса от две лъвски фигури, а амвонът и проскинитарият са рисувани.
В храма има ценни стари икони – „Христос Вседържител“ от XV век, „Света Богородица Ватопедска“, от XVIII век, „Света Богородица Умиление“ от XVIII век, „Христос Вседържител на архиерейски трон“ от XVIII век, както и разпятие от дърво от 1891 г., стари свещници и евангелие от средата на XIX век.